# Theo de Lange
Theo de Lange (1960) es un deportista neerlandés que compitió en vela en la clase Soling. Ganó una medalla de oro en el Campeonato Europeo de Soling de 2021.

## Palmarés internacional
| Campeonato Europeo | Campeonato Europeo          | Campeonato Europeo | Campeonato Europeo |
| Año                | Lugar                       | Medalla            | Clase              |
| ------------------ | --------------------------- | ------------------ | ------------------ |
| 2021               | Mandello del Lario (Italia) | Medalla de oro     | Soling             |